# Deportaciones de junio
Entre 1940 y 1941 tuvieron lugar varias deportaciones masivas en la Unión Soviética. Una de ellas fue en junio (en estonio: juuniküüditamine, en letón: jūnija deportācijas y en lituano: birželio trėmimai) donde decenas de millares de civiles de las repúblicas bálticas: Estonia, Letonia y Lituania fueron deportadas. Otros territorios donde tuvieron la misma suerte fueron la Polonia ocupada (actualmente parte de Bielorrusia Occidental y Ucrania Occidental) y Moldavia.

## Transcurso de las deportaciones
Las deportaciones tuvieron lugar entre el 22 de mayo al 20 de junio de 1941, justo antes de la invasión alemana a la Unión Soviética. Sin embargo el objetivo inicial no era asegurar a la población local, sino deshacerse de los opositores políticos al régimen soviético.
La acción tuvo lugar un año después de la ocupación de los estados bálticos y Besarabia y norte de Bucovina. Entre los objetivos destacaban varios elementos considerados "anti-soviéticos" (políticos, agentes de policía, empresarios, propietarios, etc,.). En Polonia llegó a producirse cuatro deportaciones masivas por aquel entonces con el objetivo de "combatir a los organizaciones contrarrevolucionarias" por parte de nacionalistas ucranianos.
El procedimiento para las deportaciones fue aprobado por Iván Serov, razón por la que el plan fue conocido como "Instrucciones de Serov". La población, en familias enteras, fue deportada sin ser procesada. Los hombres fueron llevados a los Gulags mientras que las mujeres y niños fueron reubicados en varios asentamientos a lo largo y ancho de la geografía de Omsk, Novosibirsk, Krasnoyarsk, Altai y otros puntos de Kazakhstán.
Se estima que la mortalidad entre los deportados estonios alcanzó el 60%.

### Cifras
| País en la pre-guerra                              | N.º de deportados                                           | N.º de deportados                            | N.º de deportados    |
| País en la pre-guerra                              | Asentamientos forzosos (reportes oficiales de la NKVD)      | A campos de prisión y asentamientos forzosos | Cifras exageradas    |
| -------------------------------------------------- | ----------------------------------------------------------- | -------------------------------------------- | -------------------- |
| Estonia                                            | 5.978                                                       | 10.000 to 11.000                             |                      |
| Letonia                                            | 9.546                                                       | 15.000                                       |                      |
| Lituania                                           | 10.187                                                      | 17.500                                       |                      |
| Polonia                                            | 11.329 (Ucrania Occidental) 22.353 (Bielorrusia occidental) | 24.412 (Bielorrusia Occidental)              | de 200.000 a 300.000 |
| Rumaníaa                                           | 24.360                                                      |                                              | 300.000              |
| a Moldavia junto con Chernivtsi e Izmail (Ucrania) |                                                             |                                              |                      |

## En la cultura popular
Las deportaciones de junio han sido tratadas en varias producciones bálticas de los años 10. En la película lituana Ekskursante de 2013 se describe la historia de una niña de 10 años que consigue escapar de un campo de prisioneros. Al año siguiente se estrenó Risttuules, un docufilm sobre una mujer que está siendo deportada a Siberia. En 2012, Ülo Pikkov produjo un cortometraje animado titulado Kehamälu centrado en los sucesos. Cuatro años después, en Letonia se produce Melānijas hronika, que al igual que Risttuules, está centrada en una mujer deportada.